# Semaforo

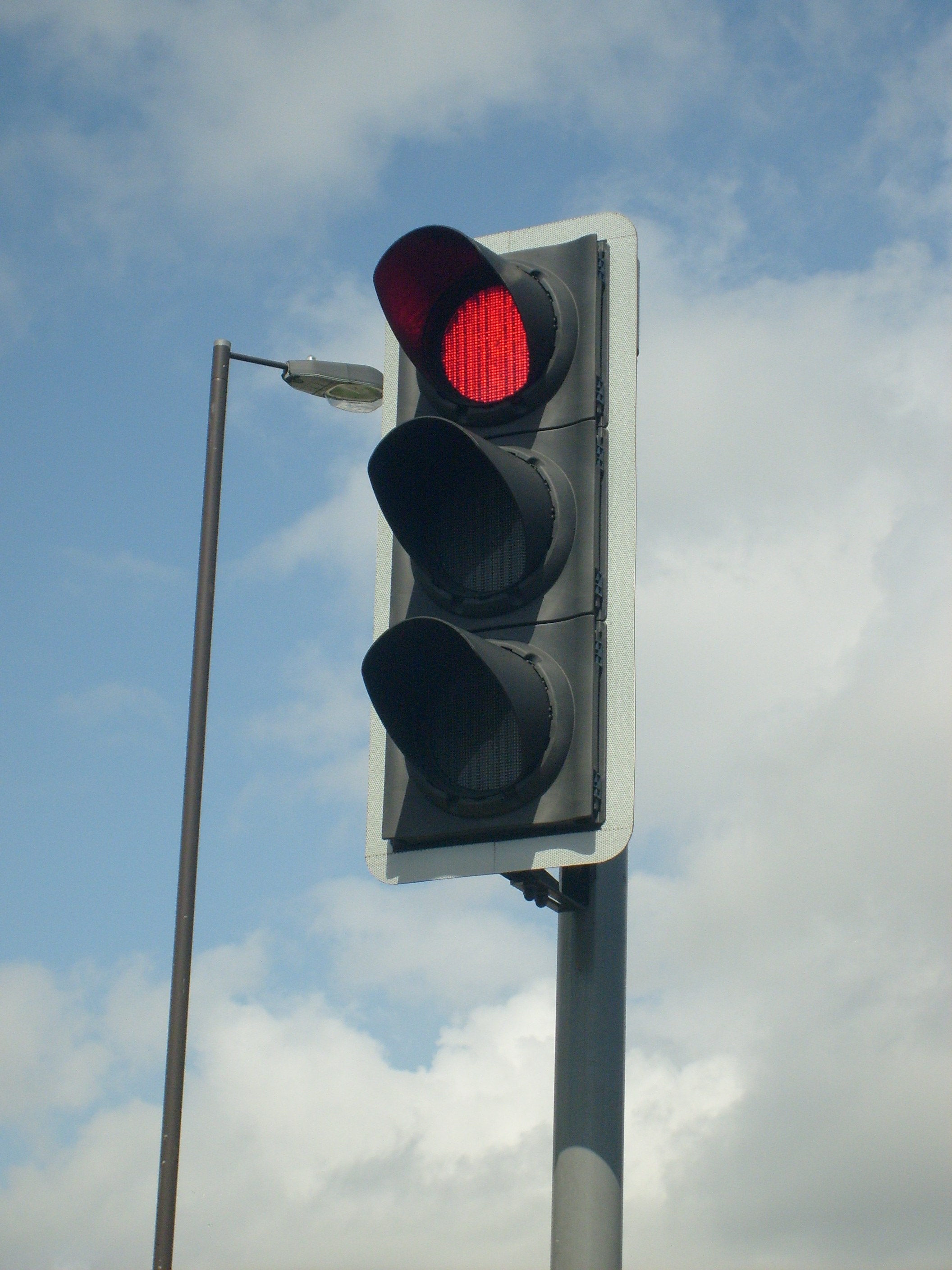
Semaforo britannico a LED

Il semaforo (dal greco antico: σήμα?, sḗma, "segnale" e φέρω, férō, "porto"), o lanterna semaforica, è un segnale luminoso utilizzato nelle intersezioni stradali, negli attraversamenti pedonali e in altre situazioni in cui vi siano flussi di traffico potenzialmente entranti in conflitto.
I semafori sono storicamente fra i primi segnali luminosi, e sono tuttora i maggiormente diffusi. Essi recano convenzionalmente tre colori: rosso per indicare l'arresto, verde per indicare il via libera e giallo-ambra per preavvertire dell'imminenza di un cambio di stato tra il verde e il rosso. Fatta questa premessa valida per tutti, non tutte le nazioni utilizzano le stesse sequenze di apparizione dei colori; in Italia il colore giallo viene usato solo per preannunciare l'imminente ordine di arresto, in altri Stati viene usato anche in combinazione con il rosso per indicare l'avvicinarsi del via libera.

## Storia

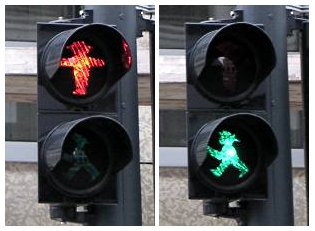
Semafori tedesco-orientali "Ampelmännchen" del 1961 ancora in funzione a Berlino

Sembra che il primo esempio di segnaletica riconducibile al semaforo odierno risalga al 1868, quando a Londra fu installato un segnale, derivato da quelli ferroviari del tempo, inventato a Nottingham dall'ingegnere J.P. Knight e costituito da una lanterna a gas rotativa che alternava una luce rossa ad una verde, con indicazioni tramite cartelli e illuminazione durante l'uso notturno. L'esperimento resse per tre settimane, finché il 2 gennaio 1869 la lanterna esplose ferendo agli occhi il poliziotto che la comandava. Questo semaforo, rimasto l'unico nella città di Londra, fu rimosso definitivamente nel 1872.
Il primo semaforo ad illuminazione elettrica venne installato a Cleveland, negli Stati Uniti, all'angolo fra la 105ª strada Est e la Euclid Avenue; messo in funzione il 5 agosto 1914, disponeva di due sole luci, rossa e verde. Questi primi semafori erano tutti comandati manualmente; per avere i primi controlli automatici dovranno passare ulteriori due anni negli Stati Uniti, da cui verranno anche esportati in Europa.
Per avere i primi esempi di semaforo a tre luci bisognerà attendere il 1920, grazie ad una prima invenzione di William Potts a Detroit nell'intersezione tra Woodward e Michigan Avenue; nel 1923 Garret Morgan, inventore nato a Paris nel Kentucky, brevettò il sistema a 3 tempi (con luce gialla), vendendone poi i diritti alla General Electric per 40000 $.
Nel 1922 si assistette alla prima installazione europea, a Parigi, seguita dalle installazioni nelle più grandi città come Amburgo, Berlino, Milano (il primo semaforo italiano, installato all'incrocio tra piazza Duomo, via Orefici e via Torino, nell'aprile 1925), Roma, Londra e Torino, effettuate entro il 1926.
Un'altra tappa importante nella storia dei semafori è quella del 1961 quando, a Berlino Est, venne installato il primo semaforo specificamente disegnato per attraversamenti pedonali: il design del pedone dei semafori berlinesi è diventato uno dei simboli della città.

## Sequenza dei colori
Benché si sia deciso di adottare in tutto il mondo lo stesso significato dei colori delle lanterne semaforiche, non tutti i paesi usano la stessa sequenza di apparizione dei colori e si possono distinguere tre tipi di semafori: il semaforo a tre tempi, quello a quattro e quello a cinque.

### Semaforo a tre tempi

La sequenza dei colori di un semaforo a 3 tempi

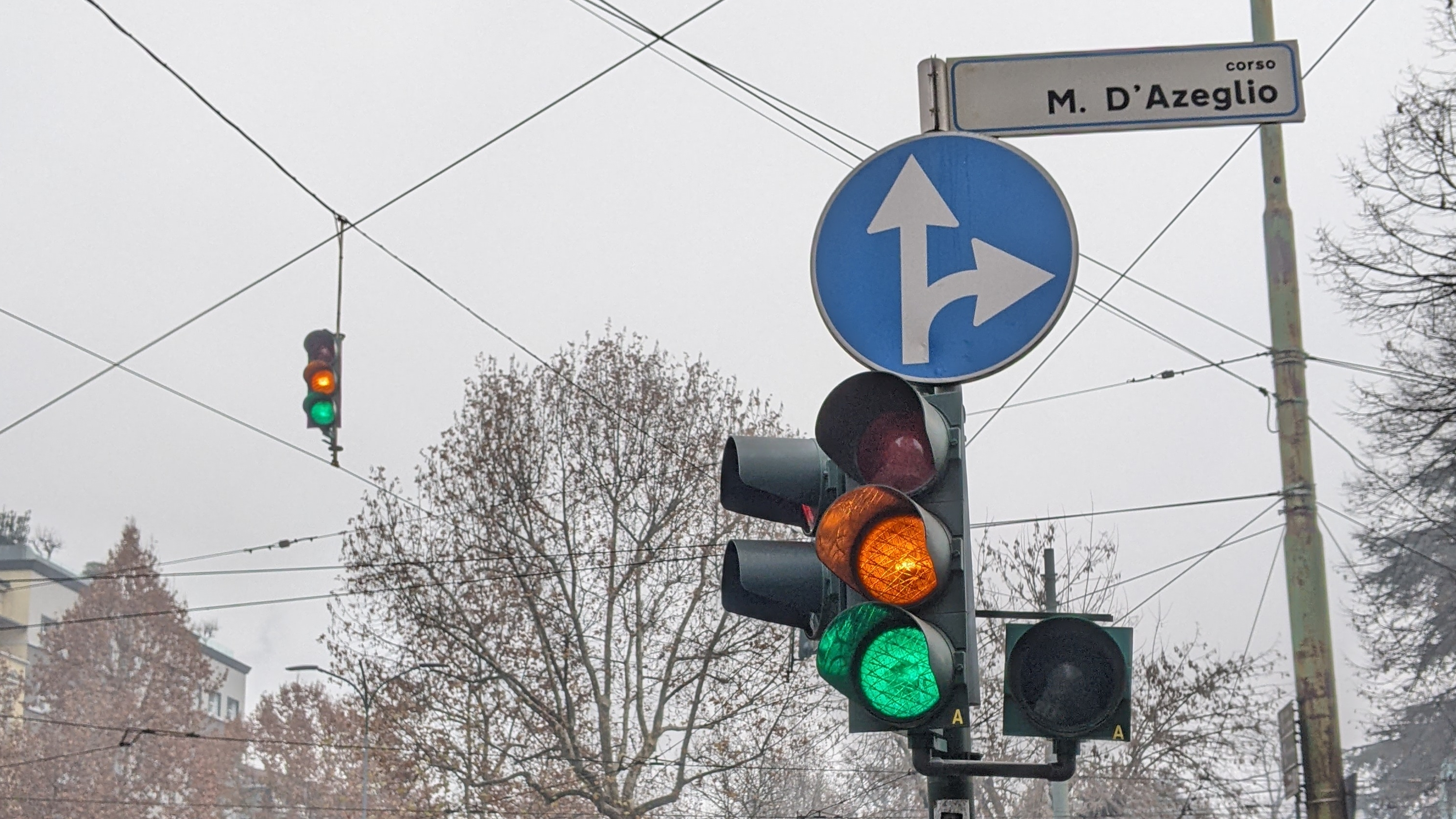
Semafori con le lanterne verdi e gialle accese contemporaneamente (Torino).

Il semaforo a tre tempi è utilizzato dalla maggioranza dei paesi del mondo, tra cui anche l'Italia. In questo tipo di semaforo si accende sempre una sola luce per volta e l'ordine dei colori è: verde, giallo, rosso. In Italia, prima dell'entrata in vigore del nuovo Codice della Strada (D.Lgs. 30 aprile 1992, n.285), era usata una sequenza sempre a tre tempi, ma nella quale il verde restava acceso durante l'accensione del giallo (l'ordine dei colori era pertanto: verde, verde con giallo, rosso).
Il semaforo a tre tempi è anche largamente utilizzato negli Stati Uniti, da tutto il sud America, dal nord Africa, dal Giappone, dalla Cina e da tutta l'Europa mediterranea escluse Croazia e Slovenia.
Questo tipo di lanterne è molto pratico perché riduce di parecchio il tempo di attesa ed è di più facile interpretazione, tanto che alcuni paesi (ne è un esempio il Bangladesh) hanno deciso di adottarlo al posto dei vecchi semafori di derivazione coloniale britannica.

### Semaforo a quattro tempi

La sequenza dei colori di un semaforo a 4 tempi

Il semaforo a quattro tempi è il secondo più diffuso metodo di apparizione delle luci, L'ordine dei colori è: rosso, rosso con giallo, verde, giallo.
Questo schema di funzionamento delle lanterne semaforiche è stato adottato da Croazia, Svizzera, Germania, Slovenia, Turchia e Ungheria ma soprattutto dal Regno Unito e da quasi tutte le sue ex colonie (come India e Sudafrica).
Il giallo si accende insieme al rosso poco prima che entrambi si spengano lasciando il posto al verde, per avvisare gli utenti della strada di prepararsi a partire. 

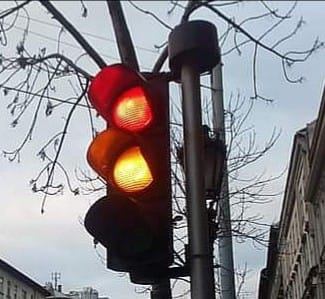
Un semaforo a quattro tempi a Budapest con il rosso e il giallo accesi che indicano l'imminente accensione del verde

### Semaforo a cinque tempi
Il tipo di semaforo che mostra i colori in cinque tempi è molto raro. Attualmente è utilizzato in Austria, in parte del Canada e in tutta l'ex Unione Sovietica.
La sequenza dei colori è: verde, verde lampeggiante, giallo, rosso, rosso con giallo. Il verde, nei suoi ultimi secondi di durata, lampeggia per avvisare l'automobilista dell'imminenza del giallo; è l'unica sequenza dei colori che prevede una fase con una luce lampeggiante.

## Tipi

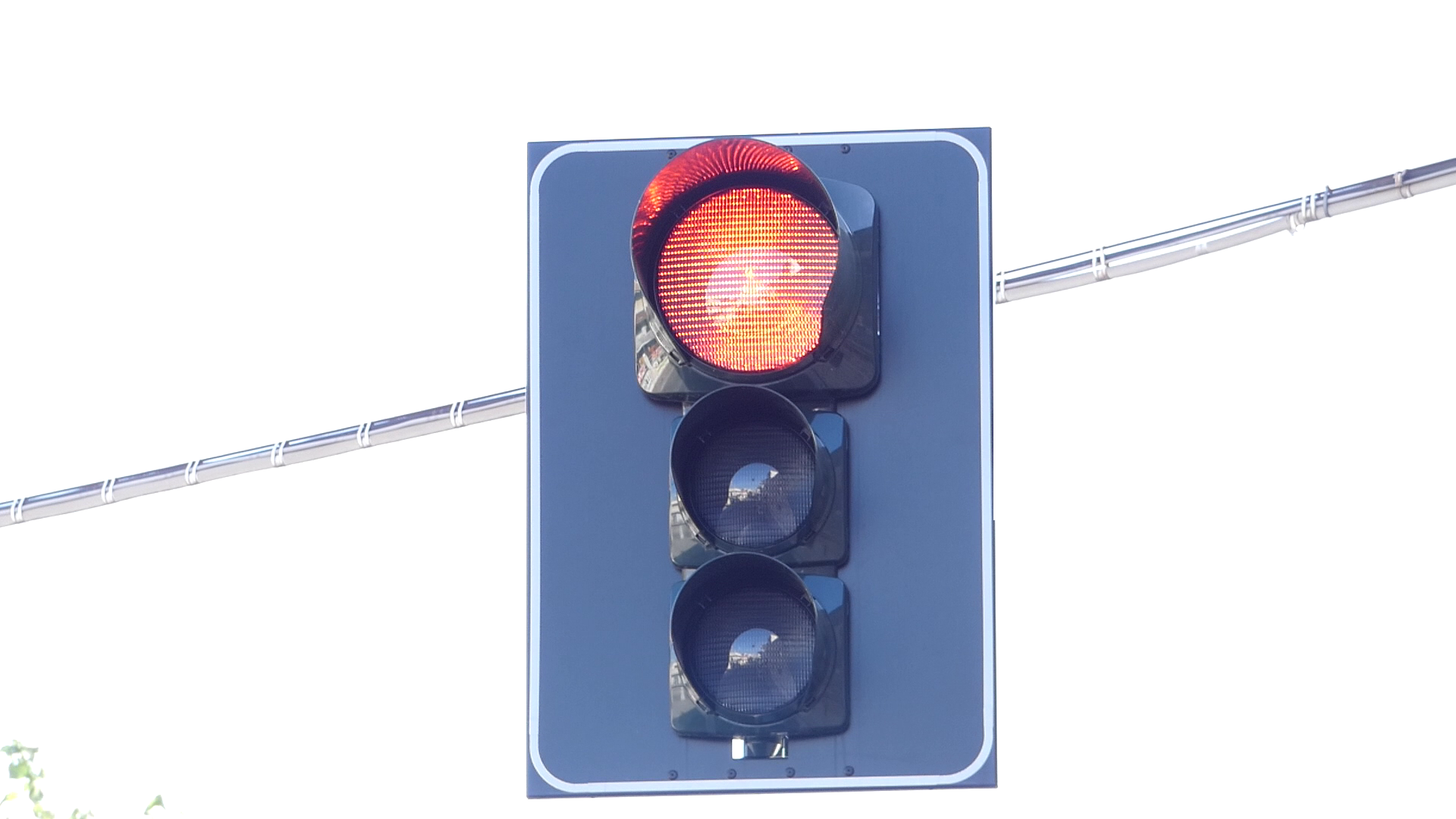
Un semaforo sopraelevato con la luce rossa più grande delle altre a Grottaglie.

Il tipo classico tra i semafori è quello con la lanterna contenente le tre luci circolari disposte in verticale montata su pali di metallo ai quattro angoli di un incrocio, ma a seconda delle necessità e in alcune circostanze specifiche sono possibili altre soluzioni. Quando è tecnicamente possibile e soprattutto in caso di intersezioni stradali particolarmente importanti e trafficate, è usuale l'installazione di un semaforo in posizione sopraelevata, per consentire una migliore visibilità da distanze elevate. Sempre con lo stesso scopo della visibilità si vedono spesso impianti semaforici in cui la luce di colore rosso è di dimensioni piuttosto maggiori rispetto alle altre due.
Altro caso assai frequente è quello di semafori affiancati tra di loro in cui le luci riportano l'indicazione di una specifica freccia di direzione e dove vi sono obblighi (o autorizzazioni) diverse in base alle specifiche direzioni di marcia.
I semafori specifici per i pedoni si differenziano da quelli automobilistici per il fatto che possono essere anche di forma non rotonda; solitamente sono tondi a tre colori, come i semafori veicolari, ma con all'interno alloggiate delle mascherine raffiguranti degli omini, che ne richiamano l'uso (l'omino è raffigurato fermo per i colori rosso e giallo ed in movimento per il colore verde). L'altra caratteristica di questi semafori è l'installazione ad una altezza più bassa rispetto a quelli per i veicoli. Solo negli ultimi anni i semafori pedonali italiani sono stati dotati anche del colore giallo. In Italia i semafori pedonali previsti dal Codice della Strada del 1959 erano a forma rettangolare con solo due luci, rossa e verde, con le serigrafie "ALT" in rosso e "AVANTI" in verde, e il tempo dello sgombero, corrispondente al giallo, era indicato dal lampeggiare della scritta AVANTI. Con l'approvazione del nuovo Codice (1992) e normative, questi semafori sono stati sostituiti dai semafori pedonali con le luci tonde identiche a quelle delle auto e le immagini degli omini.
Diffusissimi nei paesi ad alta densità ciclabile, ma previsti e presenti anche in Italia (in genere in presenza di piste ciclabili), sono i semafori per biciclette, uguali a quelli per autoveicoli ed a quelli pedonali, dei quali replicano esattamente i colori e le sequenze, ma dotati delle caratteristiche mascherine a forma di bicicletta.
Per maggiore sicurezza e per una particolare attenzione alle esigenze dei disabili, le indicazioni luminose dei semafori pedonali sono sempre più spesso integrate anche da segnalazioni sonore; ad esempio in Italia vengono utilizzati i segnalatori acustici per non vedenti sincronizzati ai semafori pedonali, con segnali a frequenza bassa per il verde, a frequenza maggiore per il giallo e silenzio per il rosso (vedi foto).
Le lampadine a incandescenza dei semafori vengono progressivamente sostituite con i LED per garantire risparmio energetico e maggiore affidabilità delle indicazioni luminose per la loro vita molto maggiore.
Al giorno d'oggi, la gran parte dei semafori ha delle funzioni digitali per migliorare il flusso del traffico. Specialmente nei centri urbani, i semafori sono controllati da sistemi SCADA. Alcuni semafori, inoltre, fanno uso di un anello a induzione o di telecamere per rivelare la quantità di traffico e regolare le velocità di cambiamento a seconda dei dati raccolti. Nelle varie metropoli italiane, tra cui Milano e Roma, le compagnie che prevalgono nelle tecnologie semaforiche sono la SCAE e l'azienda padovana La Semaforica.

## Funzionalità
L'utilità dell'impianto semaforico ai fini della sicurezza stradale è evidente, ma per evitare l'insorgere di problemi collaterali è necessario un attento studio di vari particolari.
Tra questi c'è ad esempio la temporizzazione delle varie fasi di via libera e di stop per evitare il formarsi di code. In recenti studi si è accertato ad esempio che per taluni incroci stradali è preferibile la costruzione di una rotatoria (dove esiste spazio sufficiente) anziché l'installazione di un impianto semaforico, quindi moltissimi impianti semaforici vengono attualmente rimpiazzati da rotatorie.
Con l'avvento delle tecnologie più recenti e dell'informatica sono iniziati i controlli automatizzati dei semafori, messi anche a servizio del trasporto pubblico per agevolare il transito dei mezzi di superficie; l'autobus, il tram o l'eventuale mezzo di soccorso hanno a bordo un congegno, solitamente a onde radio, in grado di connettersi con l'impianto semaforico per richiedere la priorità (c.d. “Asservimento semaforico”) al via libera (verde).
Nelle versioni più evolute, il funzionamento degli impianti semaforici moderni viene pilotato da sensori, spire magnetiche formate da cavi elettrici annegati nell'asfalto, in grado di gestire la temporizzazione del semaforo e i flussi di traffico presenti in tempo reale, grazie all'utilizzo di appositi software.
Sempre grazie alla tecnologia, sui semafori possono essere installate delle macchine fotografiche o delle videocamere che possono riprendere un'eventuale automobile che abbia attraversato l'incrocio mentre il semaforo era rosso e le ordinava di fermarsi, potendo così risalire al conducente attraverso la targa e fargli quindi recapitare la sanzione appropriata.
Metodi meno moderni ma pur sempre efficaci e utilizzati per migliorare la gestione del traffico sono quelli di installare un apposito pulsante in presenza degli attraversamenti pedonali per far sì che il flusso degli autoveicoli possa venire interrotto dai pedoni stessi solamente dietro effettiva necessità.
È anche abitudine, soprattutto negli incroci minori, durante le ore notturne, disattivare l'impianto semaforico facendogli mostrare, anziché la sequenza di colori normale, solo la luce gialla lampeggiante in maniera permanente; in questa situazione, secondo il Codice della Strada, ci si deve comportare come se il semaforo non fosse presente, ovvero vale la classica regola della precedenza a destra a meno che non sia presente il segnale di dare precedenza, che impone la precedenza in entrambe le direzioni. In questa maniera si evitano inutili attese e si possono dirimere più facilmente eventuali controversie legate a sinistri stradali, in quanto nelle ore notturne è più difficile trovare testimoni per appurare quale dei due conducenti coinvolti sia effettivamente passato col rosso e quale col verde.
Benché la funzione principale dei semafori rimanga quella di gestire il traffico degli incroci, negli ultimi anni sta prendendo piede l'uso dei semafori come regolatori di velocità, lungo strade non necessariamente presentanti un incrocio: tali semafori vengono detti semafori di velocità o semafori dissuasori. In questi casi la convenzione dei colori resta la medesima, mentre il funzionamento cambia criterio: se normalmente i colori ruotano in base al tempo, qui ruotano in base alla velocità dei mezzi in avvicinamento. Il semaforo rimane sempre verde, ma è presente una telecamera che rileva la velocità dei veicoli che sopraggiungono e, se essi superano il limite di velocità, il semaforo diventa velocemente prima giallo e poi rosso, per poi tornare verde dopo alcuni secondi.
In questo modo si ottengono diversi risultati:
- incentivare il conducente reo ad aumentare l'attenzione e a ridurre la velocità;
- rilevare istantaneamente l'infrazione al codice della strada ed identificare il conducente, ad opera di eventuali polizie stradali presenti sul posto e/o tramite una foto o un video realizzati con apparecchi elettronici.

## Semafori nel mondo

### Semafori statunitensi
I semafori negli Stati Uniti seguono più o meno gli stessi standard europei, con però sostanziali differenze nell'architettura stessa del semaforo, la quale cambia anche di città in città.
Per quanto riguarda il collocamento dei semafori, esistono cinque tipi principali:
- semafori sopraelevati posti di fronte al conducente (es. California, Florida ecc.);
- semafori sopraelevati posti al centro dell'incrocio (es. New York ecc.);
- semafori montati su pali di ferro e collocati principalmente ai quattro angoli dell'incrocio;
- semafori sopraelevati posti su cavi tesi sopra all'incrocio;
- semafori posti su un piedistallo e posti al centro dell'incrocio (ne sono rimasti pochissimi esemplari, alcuni dei quali a New York).

Per quanto riguarda i semafori pedonali ne esistono di due tipi:
- semafori con i due figure: una mano di colore arancione Portland che indica ai pedoni di fermarsi e un pedone che cammina (il cui colore è di solito il bianco, ma può essere anche di colore verde).
- semaforo con la scritta arancione "DON'T WALK" e bianca "WALK".

Non ci sono invece specifiche normative per i semafori per le piste ciclabili.

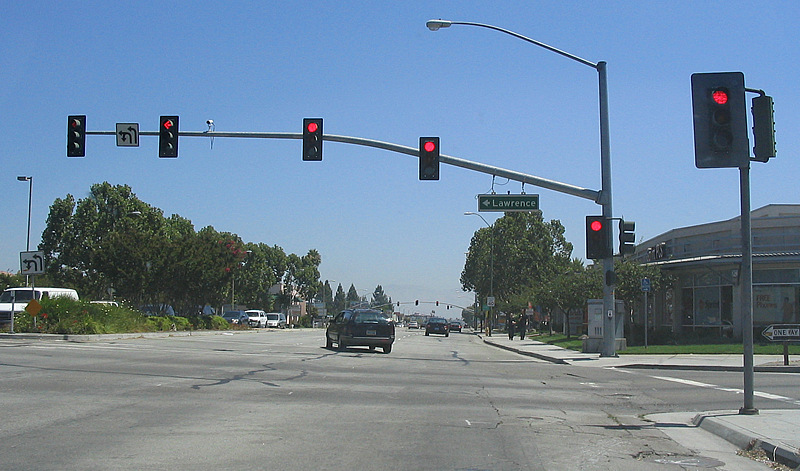
Semafori sopraelevati in California.
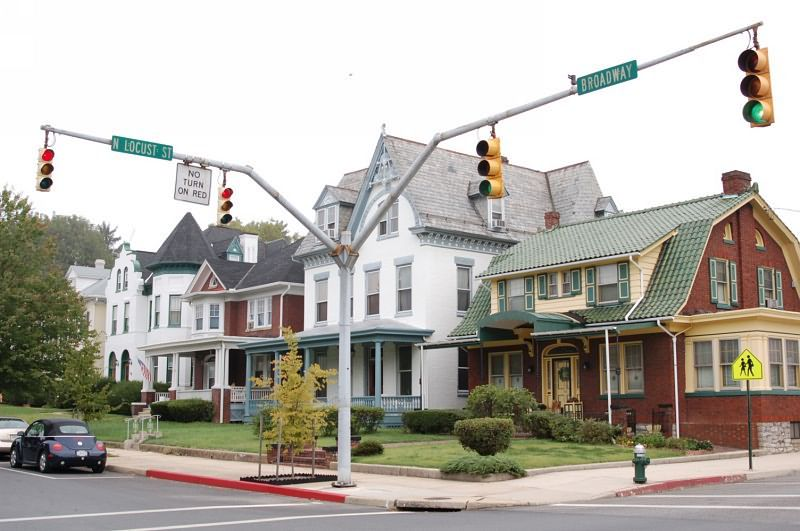
Semafori americani ad incandescenza posti ai lati di un incrocio in Maryland.
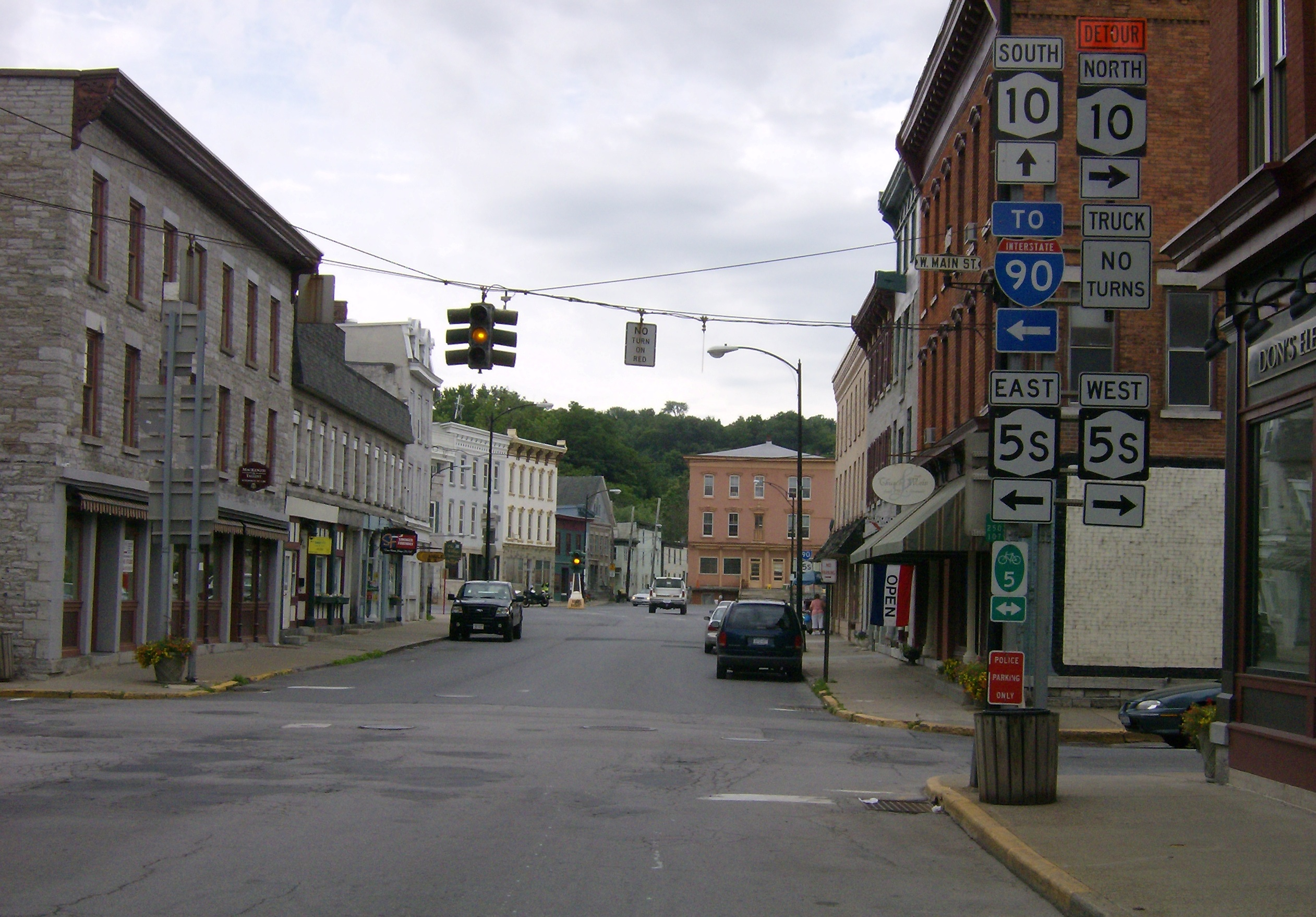
Un vecchio semaforo posto su un cavo al centro dell'incrocio a New York.

### Semafori britannici

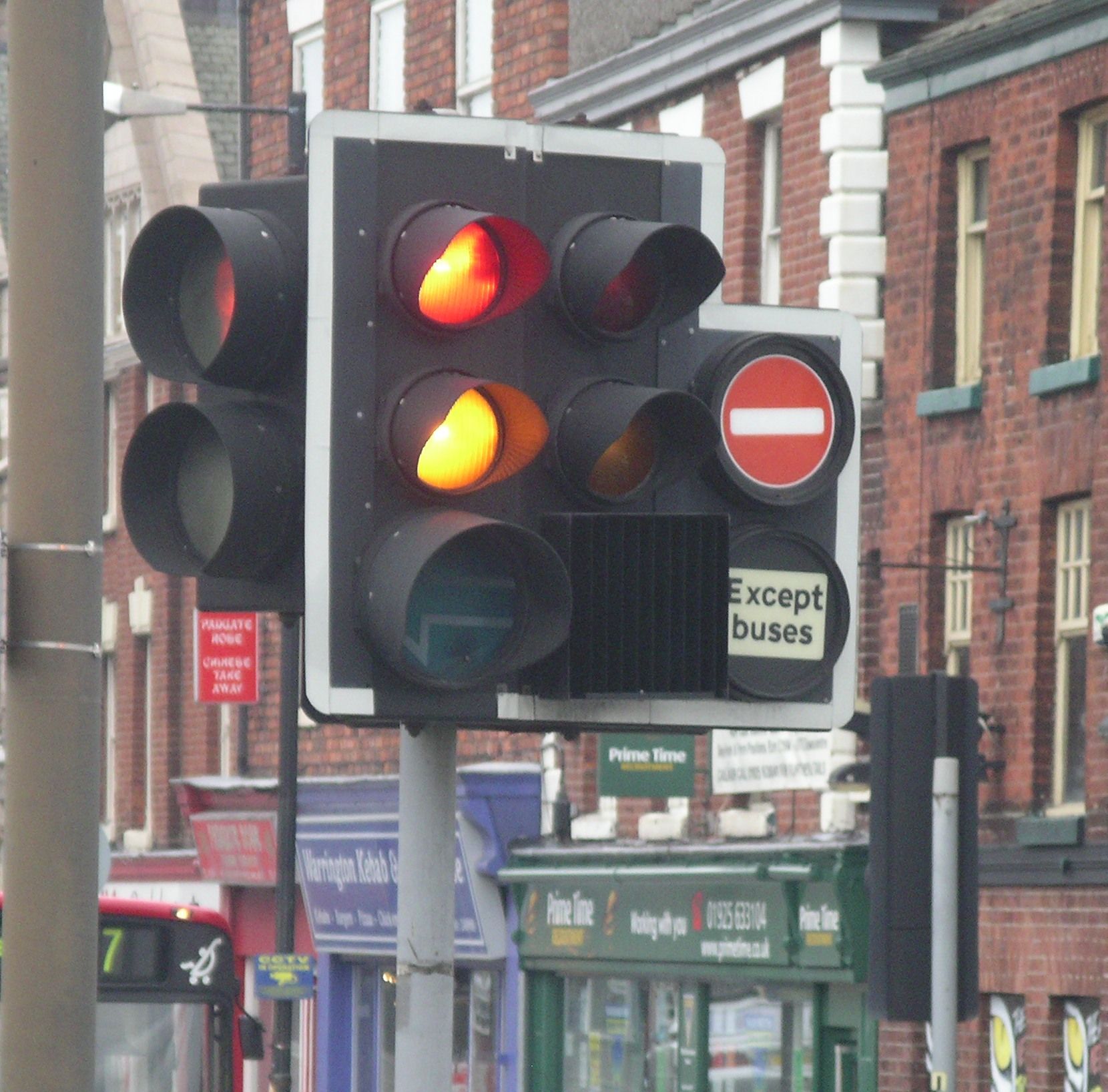
Semaforo inglese di tipo Mellor; si noti come la luce verde sia di dimensioni maggiori rispetto alle altre due.

I semafori nel Regno Unito sono peculiari. Innanzitutto sono posti sul lato sinistro della strada, come richiesto dalla guida a sinistra.
I semafori britannici si dividono in due grosse categorie: i semafori di tipo Mellor (solo ed esclusivamente a incandescenza) e i semafori di tipo Optic (che possono essere anche a LED). I semafori di tipo Mellor furono disegnati nei primi anni '60 dal designer David Mellor, dal quale presero il nome, su commissione del dipartimento inglese delle infrastrutture stradali, che all'epoca voleva dotare la Gran Bretagna e tutti i suoi possedimenti di semafori uguali e uniformati. I semafori Mellor erano all'avanguardia per l'epoca: erano realizzati con materiali assai durevoli ed erano dotati di lampadine speciali che incrementavano la visibilità. Essi sono facilmente riconoscibili perché la maggior parte ha la luce verde di dimensioni maggiori rispetto alle altre due. Questo tipo di semafori ebbe un enorme successo e fu prodotto fino agli anni 2000, quando fu introdotto il semaforo Optic, che utilizzava la tecnologia a LED. Al giorno d'oggi la maggior parte dei semafori nelle città maggiori del Regno Unito è di tipo Optic, ma sopravvivono ancora numerosi semafori Mellor nelle città minori e nelle campagne.
I semafori per le auto, dunque, hanno più o meno la stessa forma di altri ad eccezione dei modelli Mellor che possono avere la luce verde molto più grande delle altre.
I semafori pedonali hanno solo due luci su cui sono disegnati due omini: uno rosso che sta fermo e uno verde che cammina. Si possono trovare anche alcuni modelli di semaforo pedonale più piccoli, montati accanto al pulsante di prenotazione dell'attraversamento pedonale per essere più visibili.
I semafori britannici di tipo Mellor sono stati esportati e installati anche a Cipro, alle Seychelles, in Irlanda, in Sri Lanka, in Guyana, a Malta, a Hong Kong, a Dubai e in molti altri paesi appartenuti all'Impero britannico. Ancora oggi in molti di questi paesi si possono trovare questi vecchi semafori ancora in funzione.

### Semafori francesi
In Francia i semafori per le automobili hanno forma quadrata con tre o quattro luci tonde di dimensioni uguali; la maggioranza è con lampade a LED, ma in alcune zone fuori città se ne possono vedere ancora con lampade a incandescenza.
I semafori per i pedoni, invece, sono di forma rettangolare con due omini, uno rosso raffigurato fermo ed uno verde raffigurato in movimento, disposti orizzontalmente. In Francia è inoltre montato sul palo, ad una più bassa altezza dal suolo, anche un semaforo più piccolo che replica i segnali della lanterna principale, per garantire un'ottima visibilità anche agli automobilisti più vicini.
Come il Regno Unito, anche la Francia ha avuto un vasto impero coloniale, perciò dagli anni sessanta agli anni ottanta sono stati installati dei semafori su modello francese in tutti i possedimenti francesi. Si possono trovare semafori di questo tipo ancora in funzione in Senegal, in Togo, in Niger, in Algeria, in Polinesia, a Guadalupa, a Martinica, nella Nuova Caledonia e in molti altri paesi.